# Livigno (pohoří)

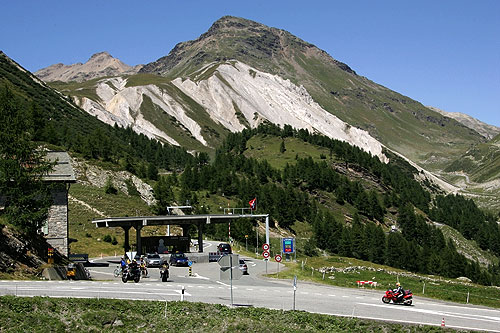
Celnice pod silničním sedlem Fuorcla Livigno (2315 m)

Livigno (německy Livigno Alpen) je pohoří na pomezí Švýcarska a Itálie. Do Švýcarska zasahuje pouze svou menší a nižší částí. V Itálii se objevují nejvyšší vrcholy spolu s jedinými ledovci skupiny. Severovýchodní a východní část horstva je součástí Národního parku Stelvio a severní část pohoří Livigno byla vyhlášena jako Švýcarský národní park. Nejvyšším vrcholem je Cima di Piazzi (3439 m) ležící v italské části masivu.

## Poloha
Východní hranici masivu tvoří řeka Adda, která odděluje pohoří Livigno od sousedního mnohem vyššího pohoří Ortles. Na jihozápadě dělí tok řeky Poscchiavo a silniční sedlo Berninapass (2328 m) hranici mezi Livignem a čtyřtisícovou Berninou. Severozápadní hranicí je dlouhé údolí Engadin, které rozděluje pohoří s masivem Albula. Dolina Val Müstair ohraničuje Livigno na severovýchodě a dělí je tak od pohoří Sesvenna.

## Geografie
Uprostřed pohoří se táhne ve směru sever–jih dlouhá dolina Valle di Livigno, na jejímž plochém dně leží hlavní město oblasti – Livigno. To patří svou výškou 1816 m mezi celoročně nejvýše obývaná sídla v Alpách. Nejvyšším vrcholem švýcarské části pohoří je Corna di Campo (3302 m). Nejvyšším vrcholem švýcarského národního parku je masiv Piz Quattervals (3165 m)
Hory jsou rozděleny několika dolinami: Valle Alpisella, Val Viola Bormina, Valle di Grosina a Val di Campo. Nachází se zde i několik přehradních jezer jako Lago di Livigno (délka 14 km, 4.71 km²), Lago del Gallo (4,71 km²) nebo Lago di Cancano.

### Členění
Pohoří Livigno se dělí do několika samostatných celků.
- Quattervals (Švýcarsko)
- Languard (Švýcarsko)
- Esau (Švýcarsko)
- Paradisimo (Itálie)
- Viola (Itálie)
- Campo (Itálie)
- Grosina (Itálie)
- Piazzi (Itálie)

### Nejvyšší vrcholy
| - Cima de Piazzi (3439 m) - Cima Viola (3384 m) - Piz Paradisimo (3305 m) - Pizzo di Dosde (3280 m) - Cima di Saoseo (3277 m) - Piz Languard (3266 m) - Piz Murtaröl (3177 m) - Piz Quattervals (3157 m) - Cime Redasco (3139 m) - Monte Breva (3104 m) | - Piz Sena (3078 m) - Piz Chaschauna (3072 m) - Monte Foscagno (3051 m) - Pizzo del Teo (3050 m) - Pizzo del Ferro (3050 m) - Piz Umbrail (3034 m) - Monte Braulio (2980 m) - Monte Massuccio (2816 m) - Munt la Schera (2589 m) |  |

## Turismus

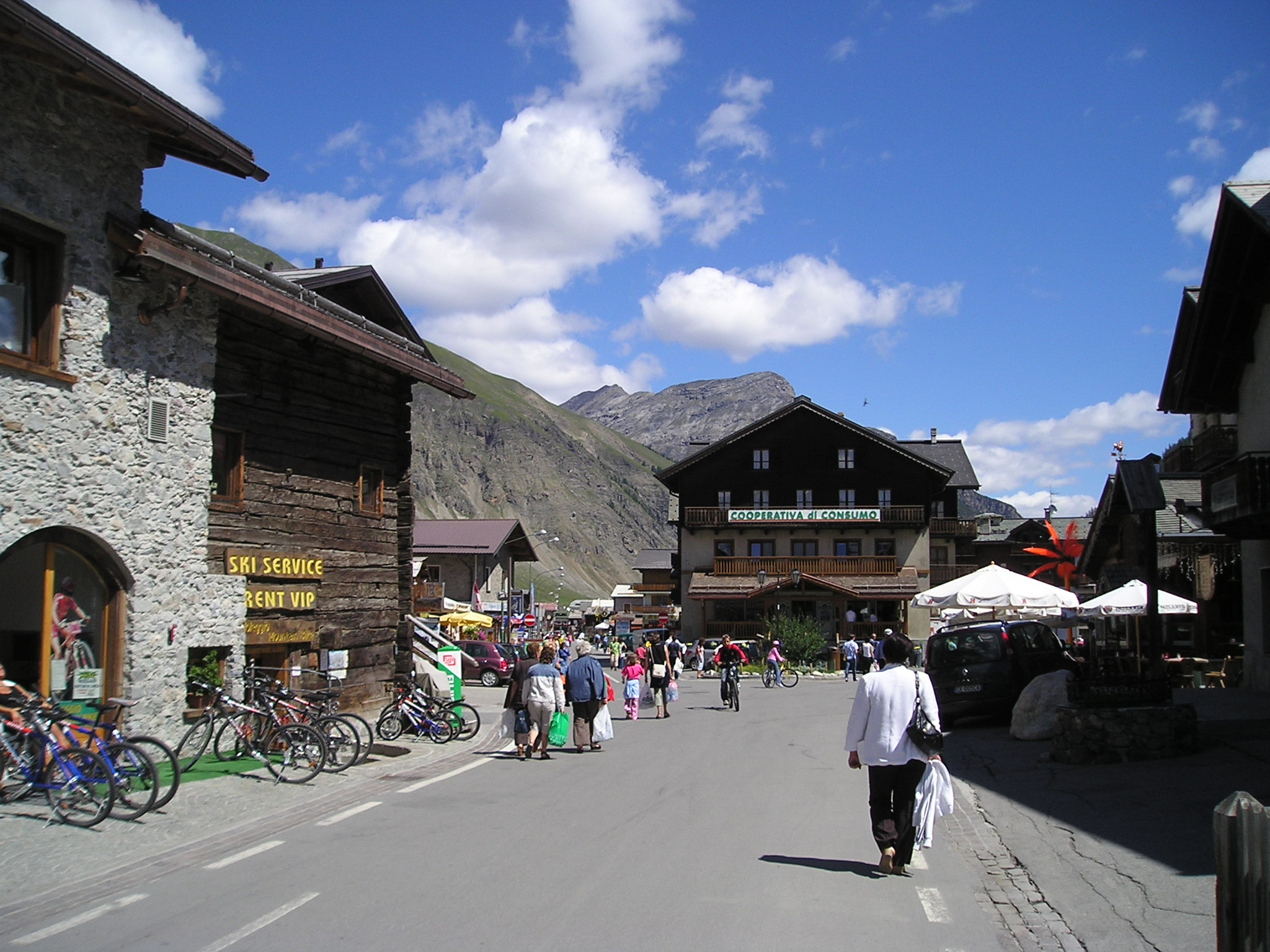
Centrum města Livigno

Donedávna zastrčený kout Alp se po vyhlášení svobodné bezcelní zóny zcela oživl. Nastala mohutná výstavba lanovek, hotelů a budování infrastruktury. Každý rok se sem sjíždí tisíce lyžařů a milovníků zimních sportů z celého světa. Nejdůležitějším sídlem oblasti je město Livigno (5326 obyv.). Dalším významným sídlem v oblasti je obec Valdidentro.
V horách slouží turistům jen pět horských chat. Síť značených cest je zde ovšem dostatečně hustá a navíc je výhodně propojena s mnoha dobře situovanými bivaky. Na většinu vrcholů lze vystoupit turisticky, ale nevedou na ně značené stezky.